# Phigalia nevadaria
Phigalia nevadaria là một loài bướm đêm trong họ Geometridae.